# Kiss Lajos (néprajzkutató)
Kiss Lajos (Hódmezővásárhely, 1881. március 13. – Budapest, 1965. február 2.) néprajzkutató, etnográfus, muzeológus, a történettudomány (néprajz) doktora.

## Életpályája
Hódmezővásárhelyen járt gimnáziumba. Bár 1903-ban elvégezte a budapesti színiiskolát, barátja, Tornyai János festőművész  hatására mégis a néprajz felé fordult a figyelme. Közös néprajzi gyűjtőmunkájuk eredményét 1904-ben kiállításon mutatták be. A gyűjtemény egyben a hódmezővásárhelyi néprajzi gyűjteményt is megalapozta. Kiss Lajos lett az intézmény igazgatója 1912-ig. Időközben muzeológiai ismereteit gyarapította a Magyar Nemzeti Múzeum Néprajzi Osztályán, illetve a kolozsvári egyetem régészeti intézete által szervezett tanfolyamokon, 1907 és 1908 folyamán. A város támogatása 1912-ben megszűnt, így Kiss Lajos kénytelen volt elköltözni Nyíregyházára, ahol kedvező ajánlatot kapott a Jósa András Múzeumtól, 1925-től a múzeum igazgatójaként dolgozott. 1948-tól a következő évben történt nyugdíjba vonulásáig Budapesten dolgozott muzeológusként.

## Kutatási területe
A néprajz széles területeit kutatta; foglalkozott a földművelés, a táplálkozás, népi építkezés, kerámia, szűcsmesterség, hímzés kérdéskörével, végzett népzenei gyűjtést, helynévgyűjtést, Szabolcs vármegyében ásatásokat is folytatott.

## Díjai, elismerései
- Kossuth-díj (1948),
- a történettudomány (néprajz) doktora (1952).

## Fontosabb művei
- A hódmezővásárhelyi tálas mesterség (1-3.) in: Néprajzi Értesítő, 1914, 1915, 1916.
- A szegény ember élete, Budapest, Athenaeum, 1939
- A szegény asszony élete, Budapest, Athenaeum. 1943
- Vásárhelyi híres vásárok, Szeged, 1956
- Vásárhelyi művészélet, Budapest, 1957